# 한무숙
한무숙(韓戊淑, 1918년 10월 25일 ~ 1993년 1월 30일)은 대한민국의 소설가, 삽화가, 극작가, 수필가이다. 본관은 청주(淸州)이고 호는 향정(香庭)이다.

## 생애
일제강점기 말기인 1942년에 장편 《등불 드는 여인》으로 데뷔하고 희곡도 당선되어 문인으로 등단했다. 1948년에 장편소설 《역사는 흐른다》를 발표하고 다수의 단편을 집필했다. 첫 창작집은 1956년에 발간된 《월훈》이다. 동생인 한말숙도 소설가로 데뷔하여 자매 작가로 활동하였다.
장편 작품으로는 한국방송 대하드라마로 각색되어 유명해진 《역사는 흐른다》 외에 《빛의 계단》, 《석류나무집 이야기》, 《만남》 등이 있다. 정약용의 삶을 주제로 한 《만남》에서 보듯 한국 고유의 전통과 여인의 한에 대한 관심이 특징으로, 동양적 작가라는 평가를 받았다. 수필집으로는 《열길 물속은 알아도》, 《이 외로운 만남의 축복》, 《내 마음에 뜬 달》 등이 있다.
국제펜클럽 한국본부 부회장과 한국여류문학인회 중앙위원 등을 맡았다. 1958년에 단편 〈감정이 있는 심연〉으로 자유문학상을 수상했고, 신사임당상(1973)과 3·1문화상(1989) , 예술원상(1991) 등을 차례로 수상했다.
사후에 남편 김진흥(金振興)이 서울 종로구 명륜동의 고택을 개조하여 한무숙문학관으로 개관했다. 한무숙을 기념한 한무숙문학상도 제정되었다.

## 가족 관계
- 아버지: 한석명(韓錫命)
- 어머니: 장숙명(張淑命)
- 오빠: 한복(韓宓, 1914년 9월 16일 ~ 1994년 1월 15일)
- 누이동생: 한말숙(韓末淑, 1931년 12월 27일 ~ . 소설가. 경성 숙명여자고등보통학교 및 서울대학교 문리과대학 언어학과 졸업. 가야금 연주가 황병기(黃秉冀)와 결혼.)
- 남편: 김진흥(金振興, 1916년 6월 26일 ~ 2003년)
  - 슬하 2남 2녀
  - 장녀: 김영기(金榮起, 1941년 2월 24일 ~ )
  - 장남: 김호기(金虎起, 1942년 8월 20일 ~ )

## 같이 보기
- 김동리
- 박완서
- 황병기
- 한무숙문학관
- 한무숙재단

## 참고 자료
- 이호규 (2000년 10월 1일). 《한무숙 문학세계》. 서울: 새미. ISBN 89-89352-02-9.